# エンジェル・ラット
『エンジェル・ラット』（Angel Rat）は、カナダのヘヴィメタル・バンド、ヴォイヴォドが1991年に発表した6作目のスタジオ・アルバム。

## 解説
プロデュースとエンジニアリングに貢献したテリー・ブラウンは、過去にラッシュやクラトゥ等の作品を手がけてきた。本作の歌詞は、James Gleickの著書『Chaos: Making a New Science』から影響を受けている。
本作のレコーディング終了後、オリジナル・ベーシストのブラッキー（ジャン・イヴ・テリオー）がバンドを脱退し、本作のクレジットではバンド・メンバーではなくアディショナル・ミュージシャンの一人として記載された。
Greg Pratoはオールミュージックにおいて5点満点中4点を付け「前作とほぼ同様に良い作品だが、驚くべきことに、理由は分からないが1991年秋にリリースされてから間もなく、視界から消えていった」「バンドが継続的に表現してきたサイエンス・フィクション的な虚構は、音楽と歌詞の両方を通じて伝わっており、初期ピンク・フロイド（『おせっかい』の頃）やラッシュ（『鋼の抱擁』の頃）にヘヴィメタル的な鋭利さを加味したように響く」と評している。

## 収録曲
全曲ともヴォイヴォド作。
1. ショートウェイヴ・イントロ - "Shortwave Intro" – 0:26
2. パノラマ - "Panorama" – 3:12
3. クラウズ・イン・マイ・ハウス - "Clouds in My House" – 4:48
4. ザ・プラウ - "The Prow" – 3:49
5. ベスト・リガーズ - "Best Regards" – 3:51
6. ツイン・ダミー - "Twin Dummy" – 3:06
7. エンジェル・ラット - "Angel Rat" – 3:47
8. ゴーレム - "Golem" – 4:46
9. ジ・アウトキャスト - "The Outcast" – 3:18
10. ニュアージュ・フラクラル - "Nuage Fractal" – 3:59
11. フリードゥーム - "Freedoom" – 4:42
12. ナン・オブ・ジ・アバヴ - "None of the Above" – 4:17

## 参加ミュージシャン
- スネイク（デニス・ベランジェ） - ボーカル
- ピギー（デニス・ダムール） - ギター、キーボード
- アウェイ（ミシェル・ランジュヴァン） - ドラムス

アディショナル・ミュージシャン
- ブラッキー（ジャン・イヴ・テリオー）- ベース、キーボード
- レイ・コバーン - キーボード
- Ivan Doroschuk - アディショナル・キーボード(on #9)